# Talkin' New York
«Talkin' New York» es la segunda canción del primer álbum de Bob Dylan (titulado Bob Dylan). En ella se describen sus sentimientos al llegar a Nueva York y sus vivencias para obtener una grabación. También es la primera de las dos canciones que Dylan escribió en el álbum.
Los versos Una gran cantidad de personas que no tienen mucha comida en su mesa / Pero tiene un montón de tenedores y cuchillos / Y tienen que cortar algo. han sido citados como un ejemplo precoz de la lírica de Dylan.